# Frida Ensam
Frida Ensam, é o segundo álbum da ex-vocalista do grupo ABBA, Anni-Frid Lyngstad (mais conhecida como Frida), lançado pela Polar Music em novembro de 1975. 
Produzido por Benny Andersson (noivo de Frida na época e um dos fundadores do ABBA) e gravado no KMH Studio, foi um grande sucesso na Suécia chegando a alcançar disco de platina. 
Todas as músicas foram gravadas na língua sueca. O carro chefe é “Fernando”, composta por Benny Andersson, Björn Ulvaeus & Stig Anderson (empresário do ABBA) exclusivamente para o álbum. As demais canções são covers. Destaque para as versões de: "Life on Mars? (“Liv på Mars?"), de David Bowie, "The Wall Street Shuffle” (“Guld och gröna ängar”), do grupo 10cc's, "Wouldn't It Be Nice" ("Skulle de' va' skönt"), do grupo The Beach Boys e "Send in the Clowns" ("Var är min clown?"), do musical A Little Night Music. 
Devido ao grande sucesso de “Fernando” em solo sueco, Benny e Björn criaram para o ABBA a versão em inglês. Eles acreditavam na possibilidade da música se tornar um hit internacional se a canção fosse gravada em inglês, que foi realmente o que aconteceu. Em 28 de fevereiro de 1976, ABBA lança o single “Fernando”, que se torna um dos maiores sucessos do grupo.
No Brasil, a canção recebeu uma versão em português interpretada pela cantora paraguaia Perla, incluída no seu álbum "Palavras de Amor", de 1976, que foi um grande sucesso.  
No “Frida Ensam” Benny Andersson tocou todos os teclados e Björn Ulvaeus guitarra acústica em algumas faixas. Os outros músicos que tocaram no álbum, eram os mesmos que acompanhavam o ABBA. 
A versão remasterizada do disco foi lançado pela Universal Music em 2005, que traz como faixas bônus, as canções do primeiro single de Frida lançado pela Polar Music: "Man vill ju leva lite dessemellan" e "Ska man skratta eller gråta?, de 1972.

## Álbum
Faixas
Lado A
1. "Fernando" (B. Andersson, B. Ulvaeus e S. Anderson,) - 4:14
2. "Jag är mig själv nu" ("Young Girl") (J. Fuller, M. Bergman) - 3:05
3. "Som en sparv" (J. Askelind, B. Hörberg) - 3:43
4. "Vill du låna en man?" ("The Most Beautiful Girl") (N. Wilson, R. Michael Bourke, B. Sherrill, S. Anderson) - 2:45
5. "Liv på Mars?" ("Life on Mars?") (David Bowie, O. Junsjö) - 3:48
6. "Syrtaki" ("Siko Chorepse Syrtaki") (G. Zambetas, A. Sakellarios, S. Lundwall) - 2:58

Lado B
1. "Aldrig mej" ("Vado Via") (E. Riccardi, L. Albertelli, S. Anderson) - 4:06
2. "Guld och gröna ängar" ("The Wall Street Shuffle") (E. Stewart, G. Gouldman, O. Junsjö) - 3:41
3. "Ett liv i solen" ("Anima Mia") (F. Paulin, I Michetti, M. Paulson) - 3:53
4. "Skulle de' va' skönt" ("Wouldn't It Be Nice") (B. Wilson, T. Asher, M. Bergman) - 3:17
5. "Var är min clown?" ("Send in the Clowns") (S. Sondheim, M. Paulson) - 4:22

## CD REMASTERIZADO
Faixas
1. "Fernando" (B. Andersson, B. Ulvaeus e S. Anderson,) - 4:14
2. "Jag är mig själv nu" ("Young Girl") (J. Fuller, M. Bergman) - 3:05
3. "Som en sparv" (J. Askelind, B. Hörberg) - 3:43
4. "Vill du låna en man?" ("The Most Beautiful Girl") (N. Wilson, R. Michael Bourke, B. Sherrill, S. Anderson) - 2:45
5. "Liv på Mars?" ("Life on Mars?") (D. Bowie, O. Junsjö) - 3:48
6. "Syrtaki" ("Siko Chorepse Syrtaki") (G. Zambetas, A. Sakellarios, S. Lundwall) - 2:58
7. "Aldrig mej" ("Vado Via") (E. Riccardi, L. Albertelli, S. Anderson) - 4:06
8. "Guld och gröna ängar" ("The Wall Street Shuffle") (E. Stewart, G. Gouldman, O. Junsjö) - 3:41
9. "Ett liv i solen" ("Anima Mia") (F. Paulin, I Michetti, M. Paulson) - 3:53
10. "Skulle de' va' skönt" ("Wouldn't It Be Nice") (B. Wilson, T. Asher, M. Bergman) - 3:17
11. "Var är min clown?" ("Send in the Clowns") (S. Sondheim, M. Paulson) - 4:22

BONUS
1. "Man vill ju leva lite dessemellan" ("Chi Salta Il Fosso") (Vittorio Tariciotti, Marcello Marrocchi, Franca Evangelisti, S. Anderson) - 2:53
2. "Ska man skratta eller gråta?" ("Principessa") (Gianfranco Baldazzi, Sergio Bardotti, Rosalino Cellamare, S. Anderson) - 3:51